# Tombe de Tjelvar
La Tombe de Tjelvar (suédois : Tjelvars grav) est un monument mégalithique situé sur l'île de Gotland, en Suède.

## Description
Le monument se trouve dans une zone boisée située à environ deux kilomètres à l'ouest de la localité de Tjälder, dans le district de Boge (sv), dans le nord-est de l'île de Gotland.
Il s'agit d'un bateau de pierre (suédois : skeppssättning) datant de l'âge du bronze (750 av. J.-C.) mesurant 18 m de long pour 5 m de large. Il est composé d'une cinquantaine de pierres dont les plus grandes mesurent plus d'un mètre de haut.
La légende raconte que Tjelvar, le premier habitant de l'île de Gotland, mentionné dans la Gutasaga, vivait à Tjälder et fut enterré dans le bateau,,.

## Galerie

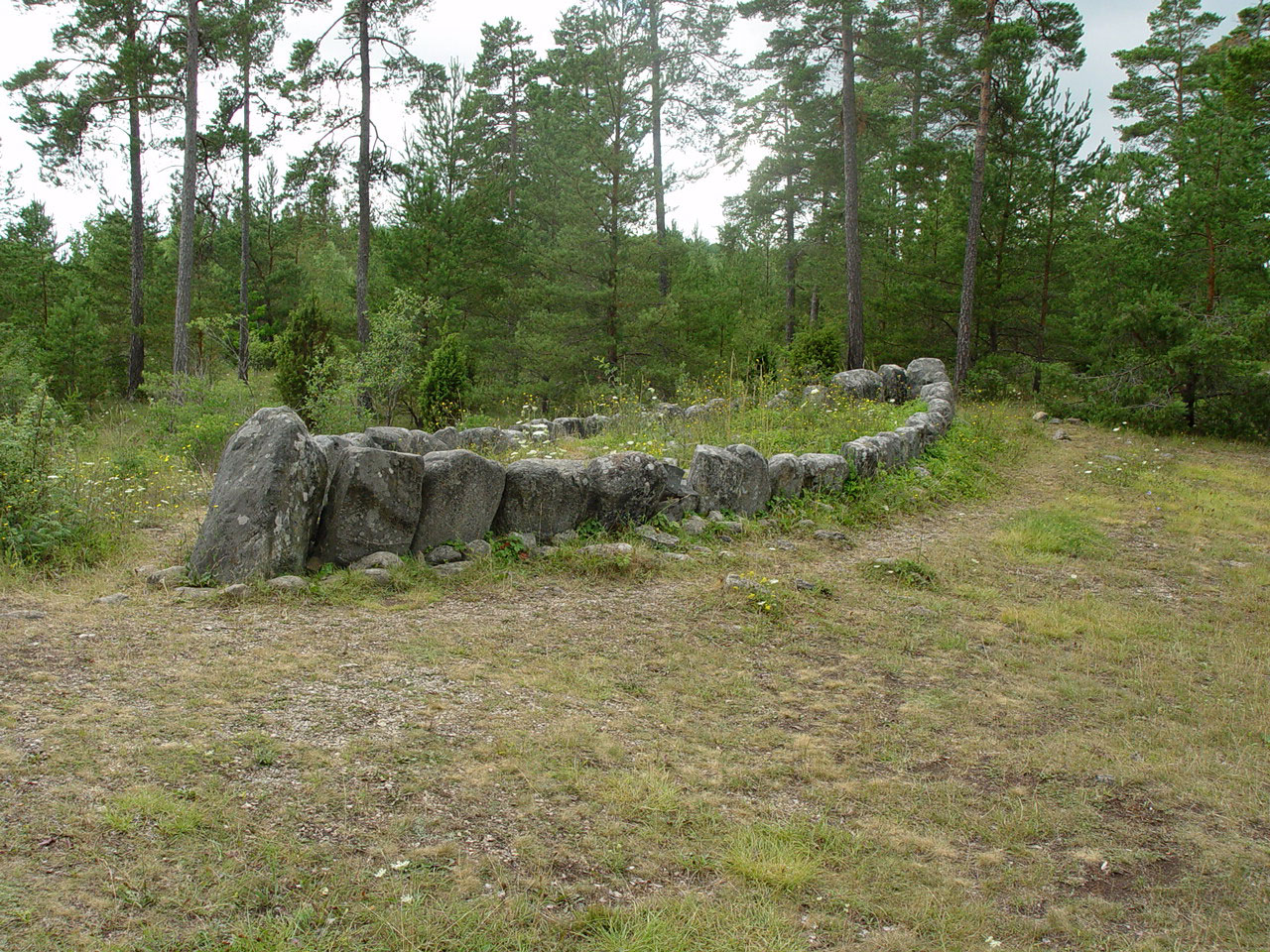
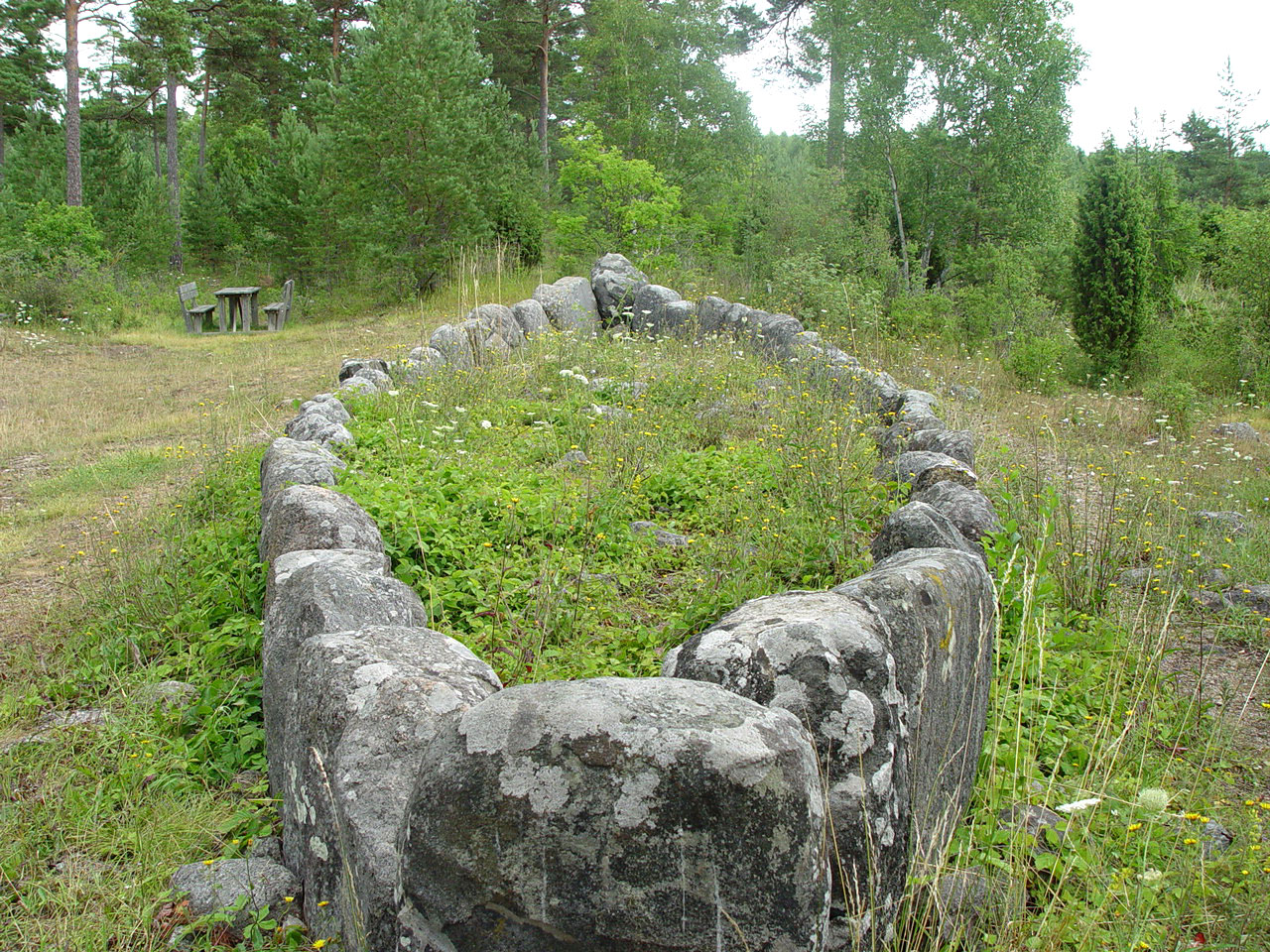
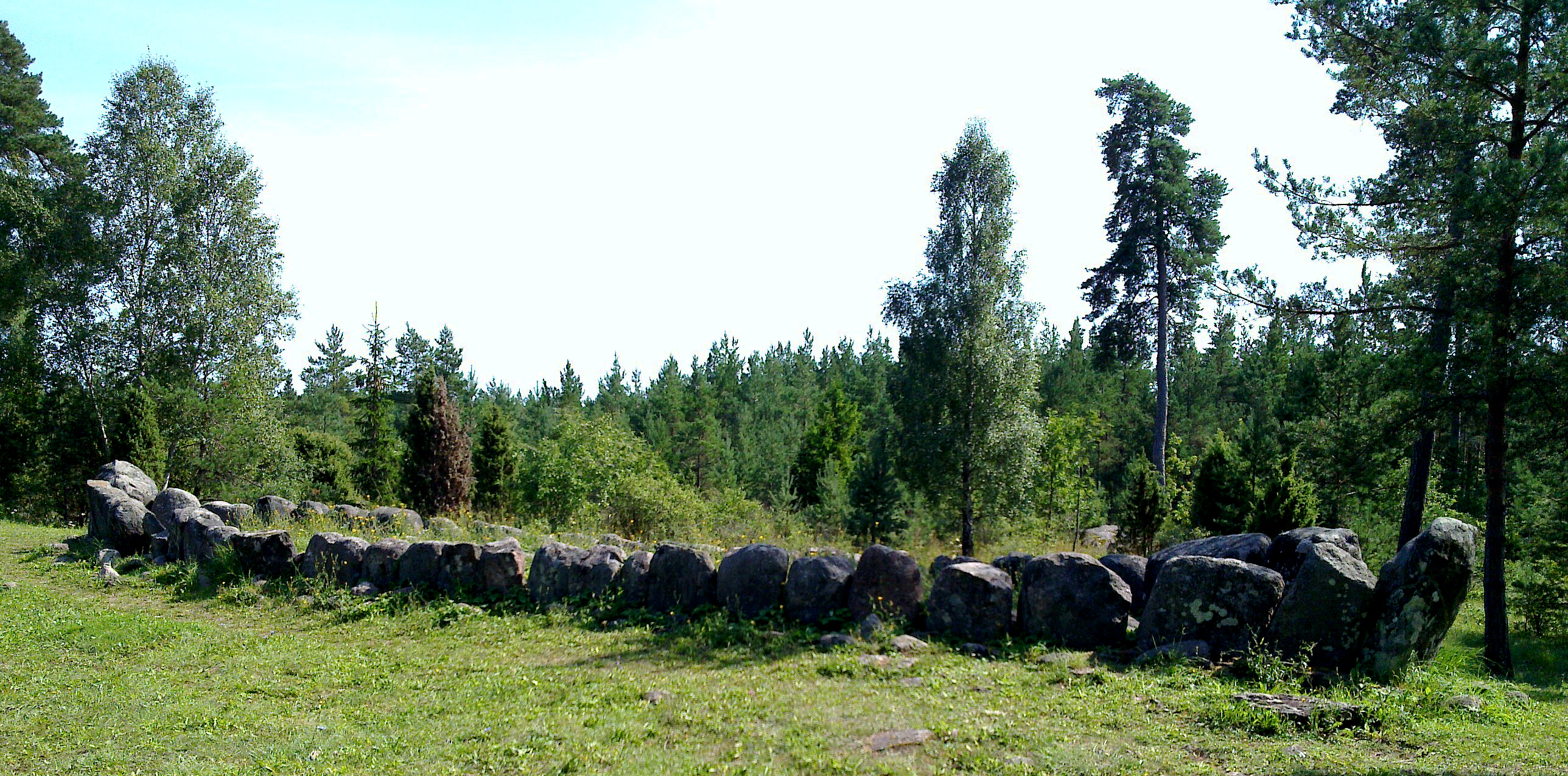
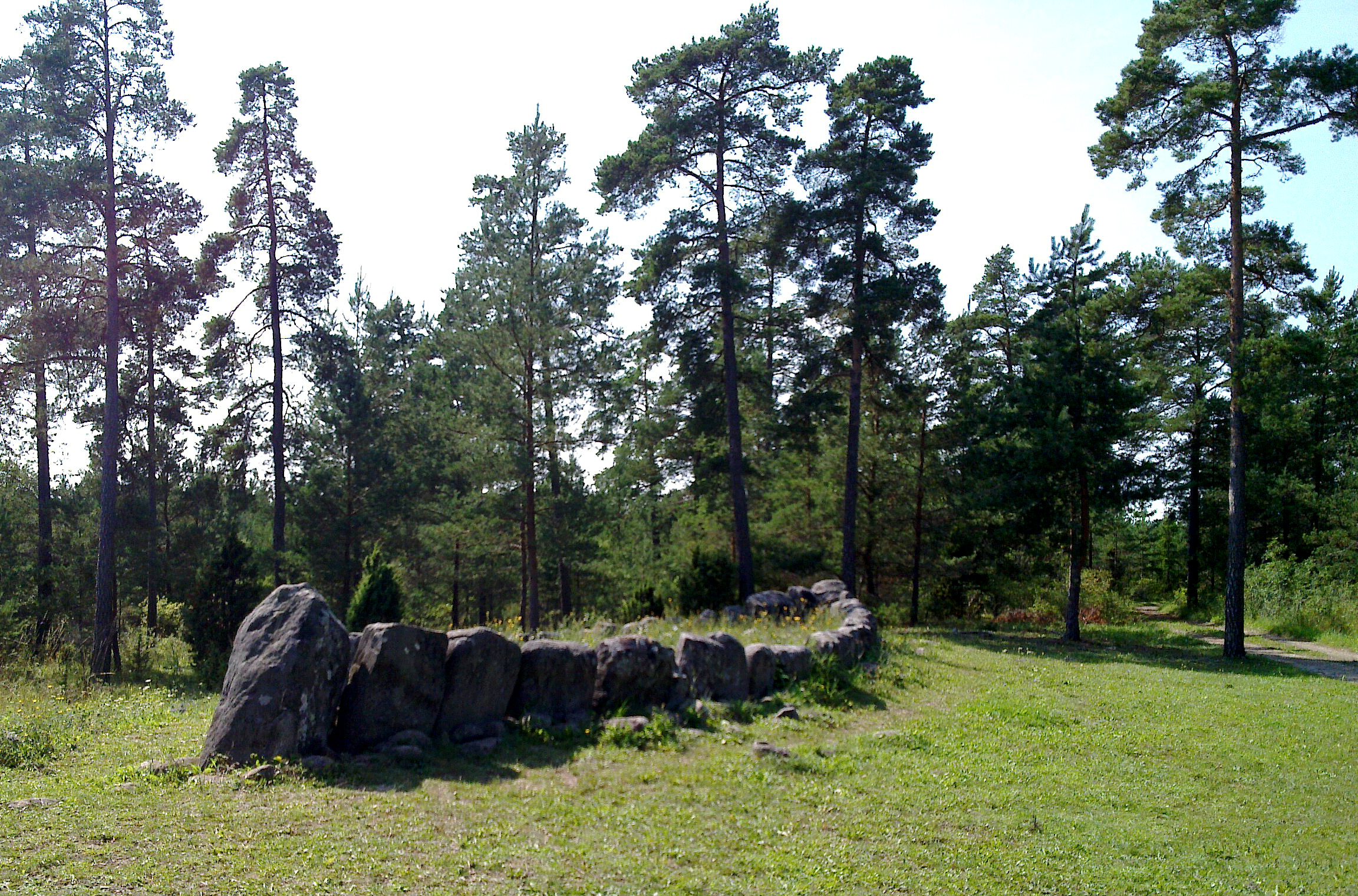
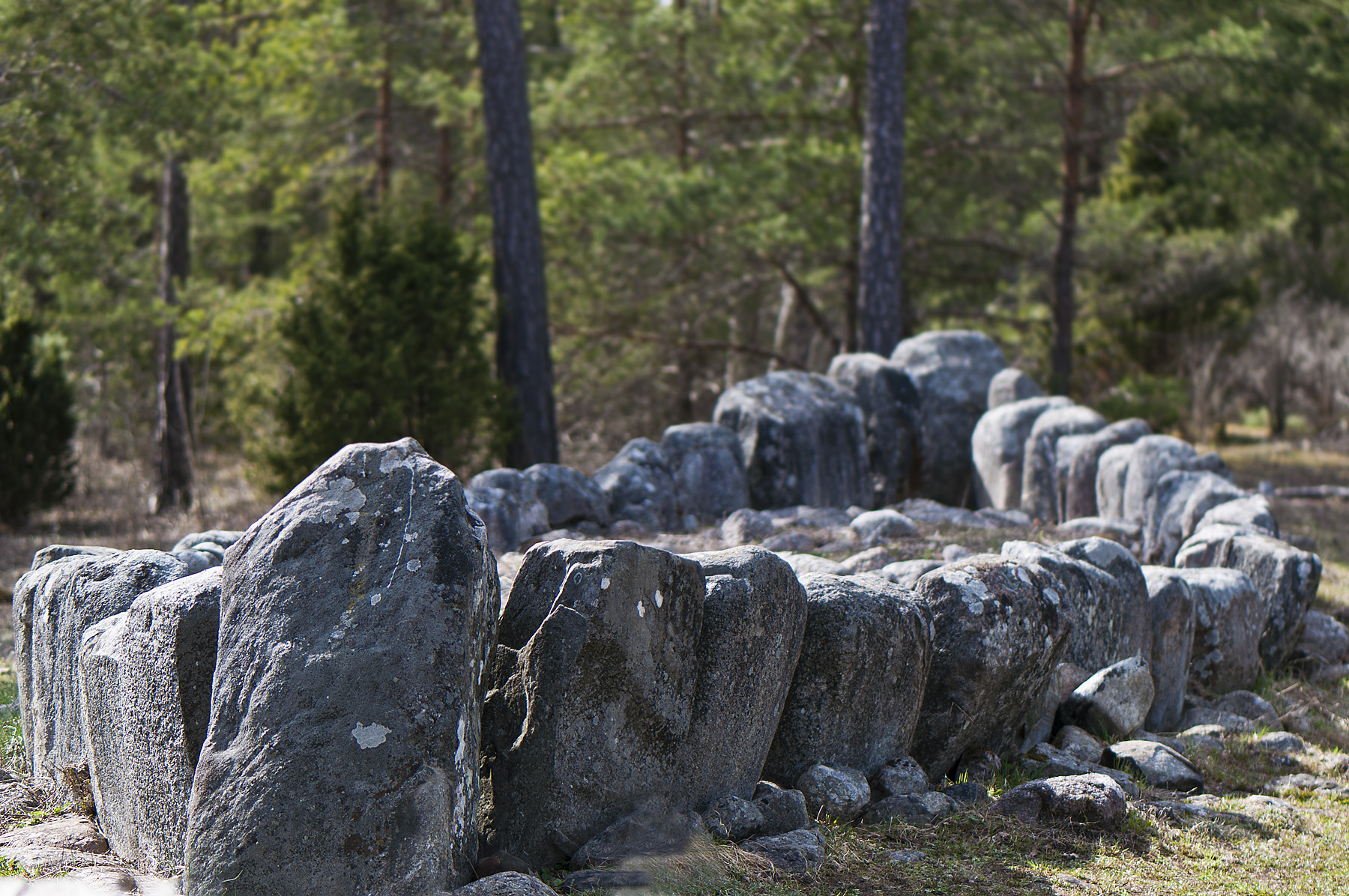